# Дмитрий Аленичев
Дмитрий Аленичев е руски футболист, полузащитник. От 2015 г. е старши треньор на Спартак Москва. Депутат е от Омска област.

## Клубна кариера
Аленичев започва кариерата си в „Машиностроител“, Псков. През 1991 г. е забелязан от треньора на московския гранд „Локомотив“ Виталий Шевченко. Отиграва 2 и половин сезона в състава на столичните железничари, но за техничния плеймейкър е трудно да се прояви на фона на силовия футбол, който практикуват Локомотив. През 1994 г. преминава в Спартак Москва. Там треньорът Олег Романцев налага Аленичев на фланга. С „червено-белите“ Дмитрий печели 3 пъти титлата на Русия, участва редовно в европейските клубни турнири. През 1997 г. е избран за Футболист на годината в Русия и записва рекорд по асистенции във Висшата дивизия на Русия – 17.
След това играе 2 години в „Рома“, където обаче не успява да се наложи и е пратен под наем в „Перуджа“. През 2000 облича екипа на „Порто“, където преминават най-силните години от кариерата му. През 2003 печели купата на УЕФА, като на финала се разписва веднъж. В същата година става и заслужил майстор на спорта. Година по-късно печели и Шампионската лига, като отново се разписва на финала. Става един от четиримата играчи, които са вкарвали голове във финалите на двете еврокупи в 2 поредни години (другите са Роналдо, Стивън Джерард и Роналд Куман).
След това решава да се върне в „Спартак“ и да им помогне да излязат от кризата, в която се намират тогава. На 8 април 2006 се скарва с тогавашния треньор Александър Старков, който го вади от първия състав. След това решение Дмитрий решава да се откаже от футбола.

## Като треньор
От март 2011 е треньор на юношите на Русия. На 22 ноември 2011 е назначен за старши треньор на Арсенал Тула. В Арсенал Дмитрий привлича 8 известни футболисти: Егор Титов, Дмитро Парфьонов, Александър Филимонов, Дмитрий Хлестов, Владимир Бесчастних, Юрий Ковтун, Вадим Евсеев и Андрей Коновалов. Всички те са бивши съотборници на Дмитрий от Спартак. През 2012/13 печели Руска Втора дивизия, зона център и вкарва Арсенал във ФНЛ. След още 1 сезон отборът вече играе в Руската Премиер лига. От 9 юни 2015 г. е тренсьор на Спартак Москва.

## Политическа кариера
През 2006 става член на партията Единна Русия. На 14 юни 2007 г. става член на Съвета на федерацията като представител от Омска област.

## Статистика
| Сезон   | Страна                                       | Клуб                   | Мачове | Голове |
| ------- | -------------------------------------------- | ---------------------- | ------ | ------ |
| 1990    | Съюз на съветските социалистически републики | Машиностроител (Псков) | 31     | 4      |
| 1991    | Съюз на съветските социалистически републики | Машиностроител         | 7      | 3      |
| 1991    | Съюз на съветските социалистически републики | Локомотив Москва       | 18     | 1      |
| 1992    | Русия                                        | Локомотив Москва       | 27     | 4      |
| 1993    | Русия                                        | Локомотив Москва       | 33     | 4      |
| 1994    | Русия                                        | Спартак Москва         | 27     | 4      |
| 1995    | Русия                                        | Спартак Москва         | 34     | 6      |
| 1996    | Русия                                        | Спартак Москва         | 42     | 8      |
| 1997    | Русия                                        | Спартак Москва         | 45     | 6      |
| 1998    | Русия                                        | Спартак Москва         | 21     | 4      |
| 1998/99 | Италия                                       | Рома                   | 30     | 3      |
| 1999/00 | Италия                                       | Рома                   | 13     | 1      |
| 1999/00 | Италия                                       | Перуджа                | 15     | 0      |
| 2000/01 | Италия                                       | Перуджа                | 2      | 1      |
| 2000/01 | Португалия                                   | Порто                  | 41     | 7      |
| 2001/02 | Португалия                                   | Порто                  | 28     | 3      |
| 2002/03 | Португалия                                   | Порто                  | 35     | 6      |
| 2003/04 | Португалия                                   | Порто                  | 31     | 6      |
| 2004    | Русия                                        | Спартак Москва         | 15     | 3      |
| 2005    | Русия                                        | Спартак Москва         | 9      | 0      |
| 2006    | Русия                                        | Спартак Москва         | 2      | 0      |